# كفاءة الموارد

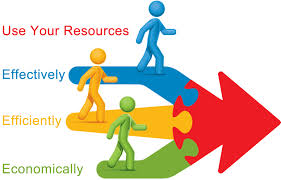

كفاءة الموارد (بالإنجليزية: Resource efficiency)، هي تحقيق الاستفادة من الأموال والمواد والموظفين والأصول الأخرى التي يمكن الاعتماد عليها من قبل شخص أو منظمة من أجل العمل بفعالية، مع الحد الأدنى من نفقات الموارد (الطبيعية) المهدرة . وهذا يعني استخدام موارد الأرض المحدودة بطريقة مستدامة مع تقليل التأثير البيئي.
تتشابه مقاييس وأساليب وأهداف كفاءة الموارد إلى حد كبير مع تلك الخاصة بإنتاجية الموارد / كثافة الموارد والمفهوم الأكثر ميلًا إلى البيئة قليلاً للكفاءة البيئية / الكفاءة البيئية.